# Otovice (Karlovy Vary-i járás)
Otovice település Csehországban, a Karlovy Vary-i járásban. Otovice Sadov, Karlovy Vary, Děpoltovice és Dalovice településekkel határos. Lakosainak száma 1027 fő (2024. január 1.).

## Népesség
A település lakosságának változását az alábbi diagram mutatja:
| Lakosok száma | 335  | 851  | 1033 | 797  | 569  | 568  | 892  | 916  | 971  | 1027 |
|               | 1869 | 1890 | 1921 | 1950 | 1980 | 2001 | 2017 | 2019 | 2022 | 2024 |